# Nagy György (politikus)
Nagy György (Szászsebes, 1879. november 5. – Budapest, 1923. március 29.) szakíró, költő, újságíró, ügyvéd, országgyűlési képviselő, politikus, a magyar köztársaságért vívott küzdelem egyik vezéralakja.

## Életpályája

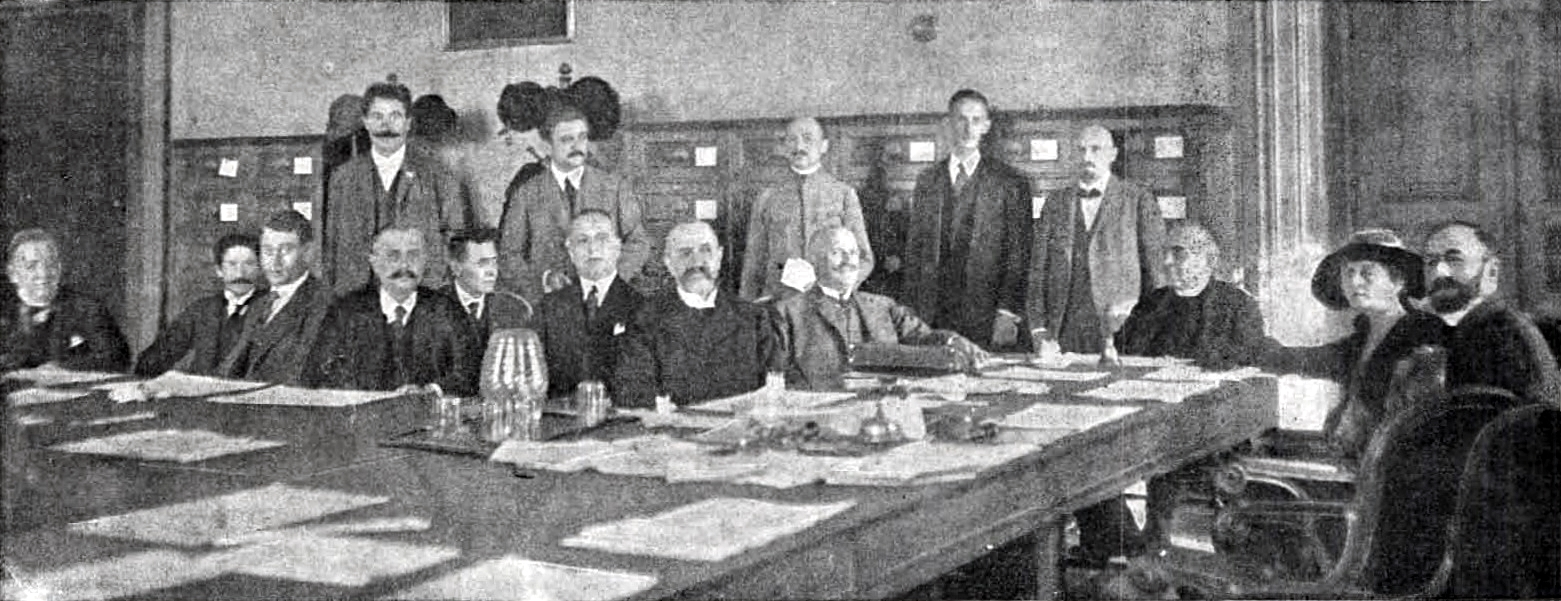
Nagy György az álló sor 1. tagja

Egyetemi tanulmányait Kolozsváron és Budapesten végezte el. 1901-ben doktorált. 1902–1908 között a Székely Újság főmunkatársa volt. 1906–1910 között országgyűlési képviselőként dolgozott. 1910-ben Hódmezővásárhelyen ügyvédi irodát nyitott. 1911–1913 között alapító tagja volt az Országos Köztársasági Pártnak. 1918. november 16-án ő olvasta fel a köztársaság kikiáltásáról szóló nyilatkozatot az Országházban. 1922-ben betegen, vakon Károlyi Mihály ügyvédje volt. 1993-ban Hódmezővásárhely posztumusz díszpolgárává választotta.

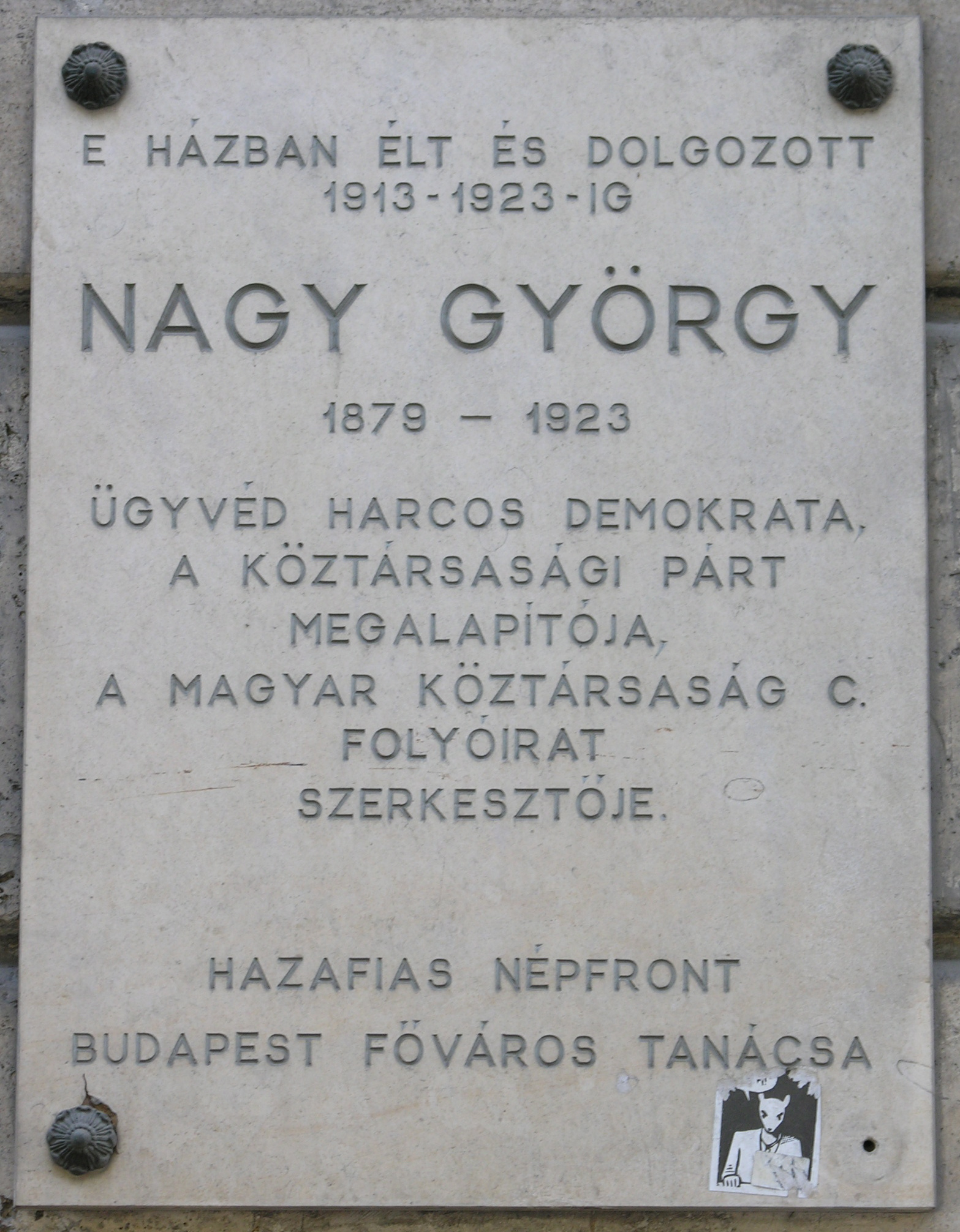
Nagy György politikus emléktáblája, Bp., VIII., József krt 33.

## Művei
- Céltalanul (versek, 1898)
- Tavasz nélkül (versek, 1899)
- Száraz ágak (versek, 1900)
- Házassági válóperekben követendő eljárás (1915)
- Holtnak nyilvánítási eljárás (1915)